# Багрене
Багренето е процес на добавяне на цвят към текстилни продукти, като влакна, прежди, и платове. Багренето обикновено се извършва в специален разтвор, съдържащ багрила и определено химично вещество. След багренето, багрилните молекули имат трайна химична връзка с молекулите на влакната. Контролирането на температурата и на времето са двата ключови фактори при багренето. Има основно два класа багрила – естествени и създадени от човека.